# Nordboernes kolonisering af Grønland
Denne side handler om norrøne bosættere på Grønland. For de historiske folkeslag fra Skandinavien som helhed, se nordboere.Artiklen om nordboernes togter fra Grønland til Vinland - se artiklen Vinland.
Nordboerne kaldes de nordboere, der omkring år 1000 bosatte sig på Grønland og levede der, indtil de forsvandt i 1400-tallet. Vor viden om nordboerne stammer dels fra skriftlige kilder, herunder de berømte islandske sagaer, dels fra et omfattende arkæologisk arbejde.
Nordboerne ankom til Grønland fra Island på initiativ af Erik den Røde i de sidste årtier af 900-årene (Grænlendinga Saga siger 985 og frem) og bosatte hurtigt de frugtbare dalstrøg i bunden af fjordene. Bebyggelsen bestod igennem hele perioden overvejende af enkeltgårde. Gårdenes størrelse har været meget forskellige og varierede fra meget store anlæg som Gardar og Brattahlid i Østerbygden og Sandnes i Vesterbygden, til meget små anlæg, der ikke har været selvstændige enheder. Østerbygden var den første samling gårde beliggende ved det nuværende Tunulliarfik og Igaliku Fjorde. Derefter grundlagdes Vesterbygden i bunden af Godthåbsfjorden og den mindre Mellembygden, der ligger ved det nuværende Ivittuut.
Nordboernes liv er genfortalt i nogle af de islandske sagaer. Der er også velbevarede samtidige optegnelser og nedskrevne kilder på pergament som f.eks. Vinlandskortet. Det var Adam af Bremen, der i 1045 nedskrev nogle af de beretninger, Nordboerne kunne fortælle. Det sidst nedskrevne vidnesbyrd, der er om Nordboerne, er fra et bryllup i 1408. På Grønland kan man se talrige ruiner bygget af Nordboerne, heriblandt Tiendelade, Gardar og Hvalsey Kirke.
Nordboerne kaldte deres bebyggelser i Grønland for hhv. Østerbygden og Vesterbygden. Østerbygden var den første og lå i sydvestgrønland fra Grønlands sydspids Kap Farvel, forbi Nanortalik, Qaqortoq (Julianehåb) Narsaq, og til bunden af fjorden Tunudliarfiq, NØ for Narsaq. Den omfattede 190 gårde iflg sagaerne over 220 ruiner er fundet. Vesterbygden er en senere bosættelse længere oppe ad vestkysten; den lå i de inderste dele af Godthåbsfjordene, 90 gårdes navne er kendt, over 80 ruiner er fundet. 
Nordboerne koloniserede store områder, idet de indførte landbrug. Nordboerne var med deres egne ord Landnamsmænd, idet Landnam er at tage jord i besiddelse som landbrugsjord. De kom hovedsageligt fra Island men var regeret fra Norge, og som andre vikinger på den tid var de delvist nyomvendte kristne og delvist tilhængere af den mytologiske nordiske tro. Islændinge på den tid kom fra Norge og Shetlandsøerne (uddybes i artiklen Grønlands Historie).
De Grønlandske Nordboer kaldte Inuit og nordamerikanske folk for Skrællinger. Der er både historier om fredelig sameksistens mellem dem og vidnesbyrd om fjendtligheder.[kilde mangler]

## Mysteriet om Nordboerne
Man har ikke vidnesbyrd fra de skriftlige kilder om, hvordan og hvorfor Nordboerne forsvandt fra deres bosættelser omkring 1500-tallet. Spørgsmålet er blevet et af de klassiske spørgsmål, der må besvares gennem arkæologien. Vesterbygden, der lå nordligst, blev forladt før Østerbygden.
Arkæologen Poul Nørlund udførte Nordbo-udgravninger i 1921, som viste, at Nordboerne kunnes spores op til det 15. århundrede.
For nylig er det konstateret, at nordboernes kost i begyndelsen bestod af omkring 20 % fisk og sæl, hvilket var normalt for norske vikinger, men senere steg andelen af fisk og sæl til 80 % svarende til kosten hos Inuit.